# La Rose Jacqueminot
Ne doit pas être confondu avec la fleur du même nom Général Jacqueminot.
La Rose Jacqueminot est un parfum féminin créé par François Coty, pionnier de la parfumerie moderne, en 1903, sorti en France en 1904, et aux États-Unis en 1905.  La Rose Jacqueminot lance la carrière du parfumeur, la formule est conservée à l'Osmothèque.

## Historique
Le jeune François Coty, créé La Rose Jacqueminot en 1903 ; il avait fait ses premiers pas avec des eaux de Cologne, dans la  pharmacie Jacqueminot de l'Avenue de La Motte-Picquet, où travaillait le pharmacien Raymond Goëry, lequel l'aurait encouragé à poursuivre dans cette voie et à se former chez Chiris à Grasse. Encore inconnu, François Coty souhaite commercialiser ce parfum dans les grands magasins, la légende veut que rencontrant refus après refus, un jour aux Grands Magasins du Louvre, Coty exaspéré aurait jeté le flacon qui se serait brisé, répandant de délicieux effluves. Le magasin est bondé à cette heure et les clientes aussitôt séduites demandent à acquérir le parfum. C’est le début d’un grand succès,, et une rupture décisive dans l'univers parfumé.
Pour Ghislaine Sicard-Picchiottino ; dans cette composition tous les éléments constitutifs de la parfumerie moderne progressivement découverts au cours de la seconde moitié du XIXe siècle sont associés en une symphonie olfactive totalement novatrice, en harmonie avec la modernité du siècle qui commence. Guy Robert, quant à lui, précise que, malgré son nom simple de fleur, la composition représente un des premiers accords modernes qui change le paysage olfactif. De caractère affirmé, moins hygiéniste et plus abstrait, La Rose Jacqueminot est une invite à l'onirisme. Pour la présentation, le parfumeur choisit un flacon à la grande sobriété, qui marque toutefois le luxe ; en cristal de Baccarat, orné d'une étiquette imprimée à l'or fin, dans un coffret écrin. Il souhaite élargir la clientèle afin que les femmes de toutes conditions puissent se parfumer et que chaque femme ait son propre sillage subtil, que son parfum devienne la signature d’une personnalité, aussi  la fragrance est-elle déclinée dans une ligne de produits associés.
L'origine du nom est attribuée par Christiane Coty, la fille de François Coty, dans un ouvrage de 1990 , non à un hommage au pharmacien Jacqueminot, chez lequel François Coty avait travaillé, contrairement au catalogue de l'exposition de 2018, mais à « une rose, bien réelle, ainsi nommée » en l'honneur du général Jacqueminot,, à la riche fragrance distinctive.
Dans l’ouvrage biographique de 2006 dédié à François Coty, l’auteure choisit la version de l'« hommage à celui qui lui a permis de faire ses premiers pas dans la parfumerie », avec l'ajout « au nom de la fleur que la composition exhale une pensée pour le docteur Jacqueminot. »